# Parioli Challenger 1987
Il Parioli Challenger 1987 è stato un torneo di tennis facente parte della categoria ATP Challenger Series nell'ambito dell'ATP Challenger Series 1987. Il torneo si è giocato a Parioli in Italia dal 13 al 19 aprile 1987 su campi in terra rossa.

## Vincitori

### Singolare
Carlos Di Laura ha battuto in finale  Guillermo Pérez Roldán con il punteggio di 6–3, 6–2

### Doppio
Mark Basham /  Brett Buffington hanno battuto in finale  Massimo Cierro /  Alessandro De Minicis con il punteggio di 4–6, 6–2, 6–1